# Ellipteroides (Progonomyia) histrionicus
Ellipteroides (Progonomyia) histrionicus is een tweevleugelige uit de familie steltmuggen (Limoniidae). De soort komt voor in het Neotropisch gebied.